# Fraxinus ornus
Fraxinus ornus, el fresno de flor, orno, fresno del maná o fresno florido, es una especie de árbol perteneciente a la familia Oleaceae.

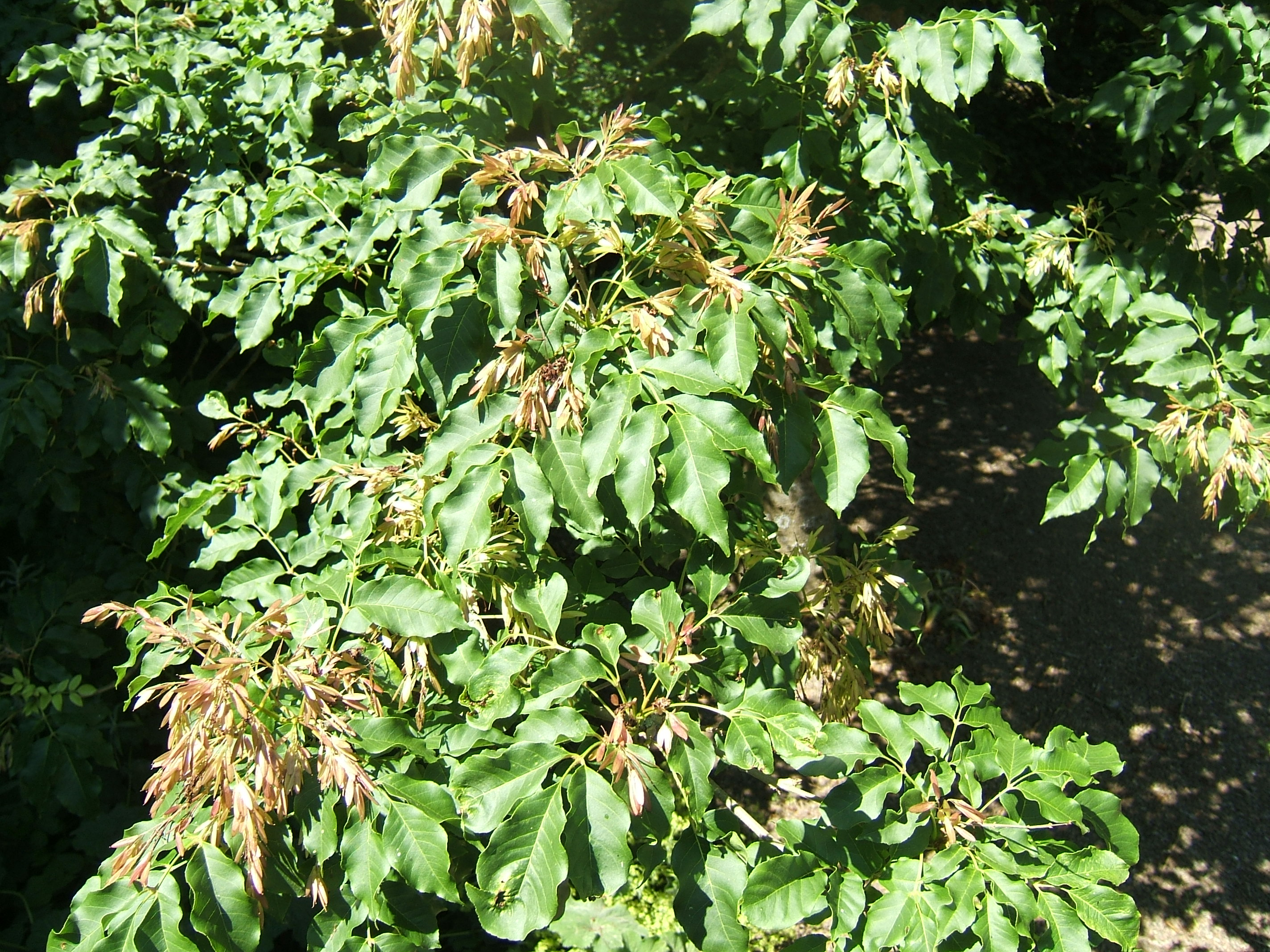
Folllaje y fruto inmaduro

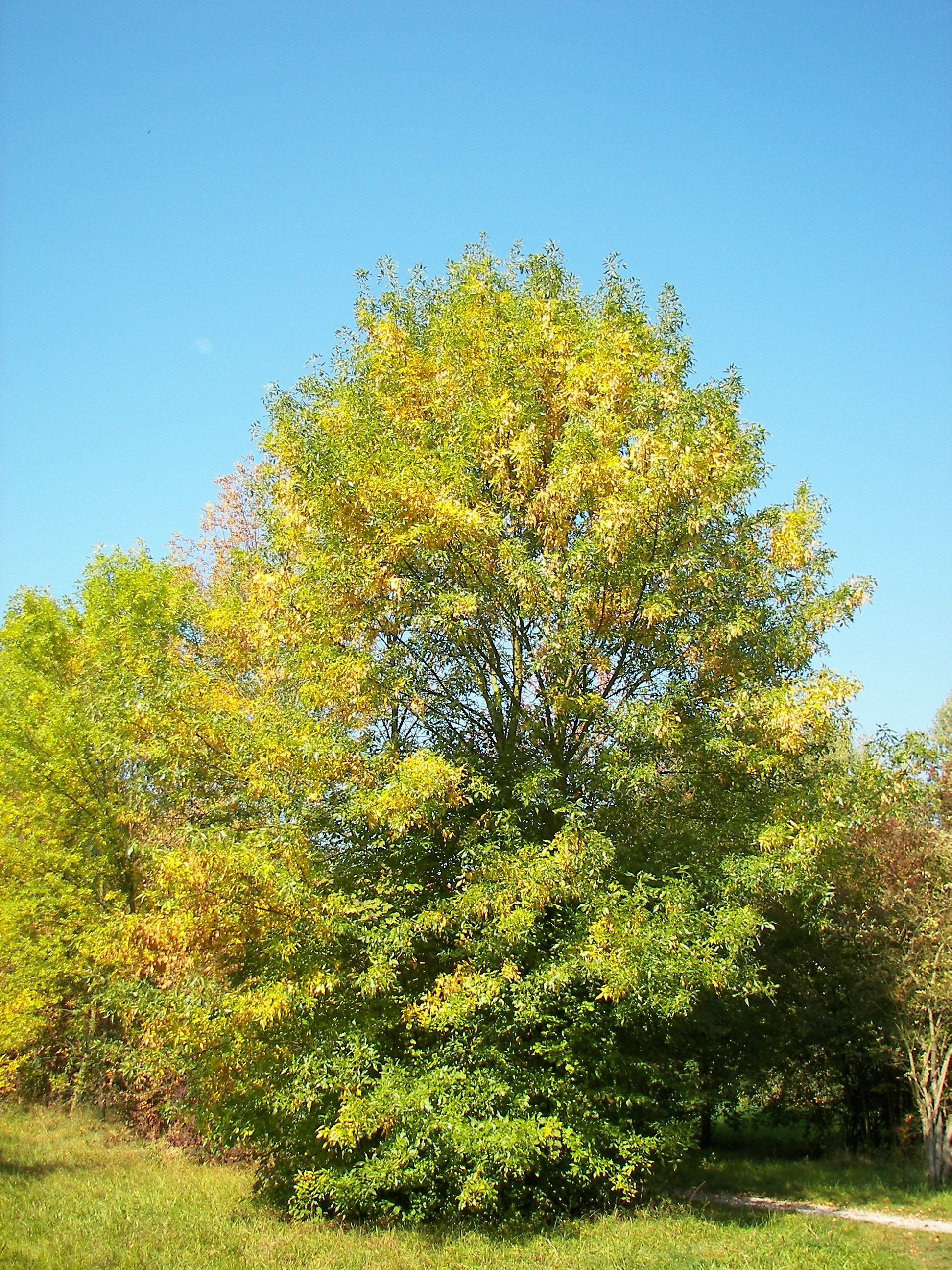
Árboles con los colores de otoño

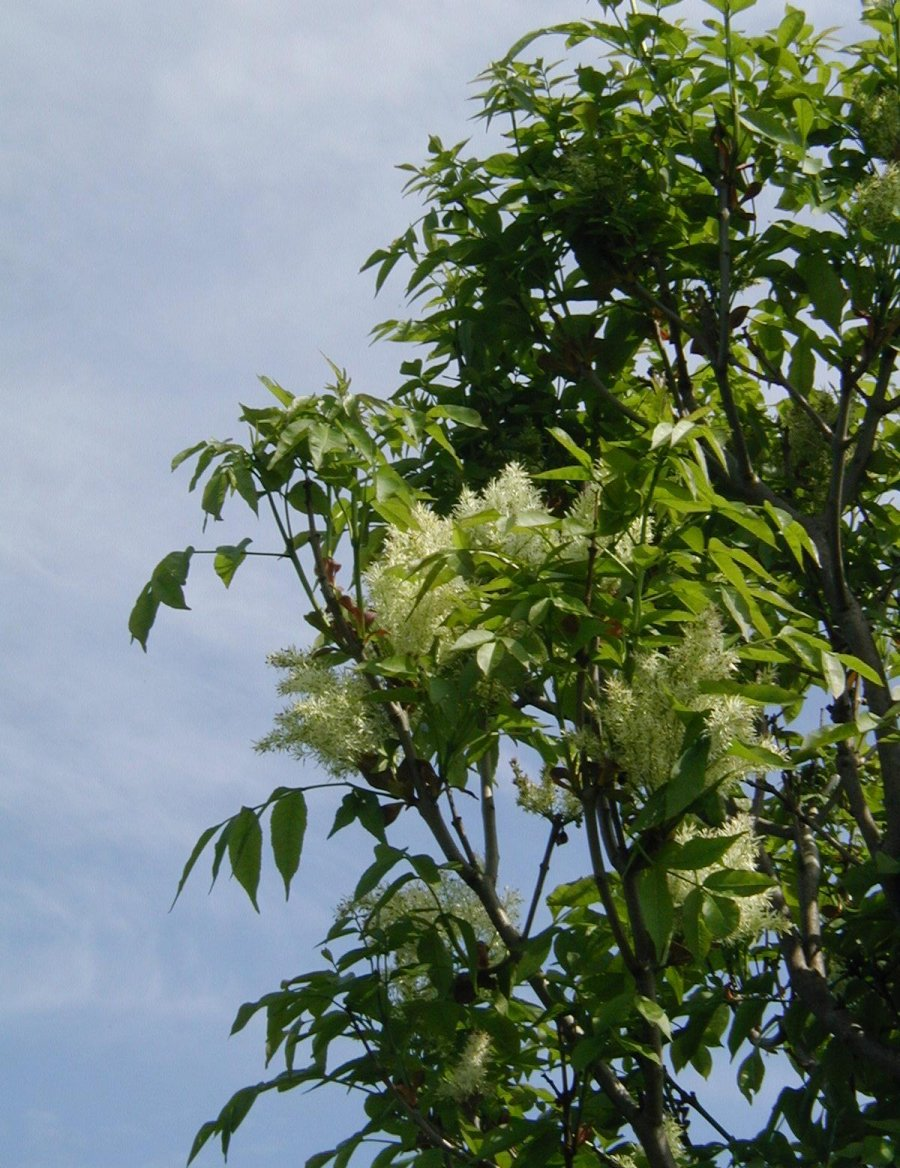
Flores

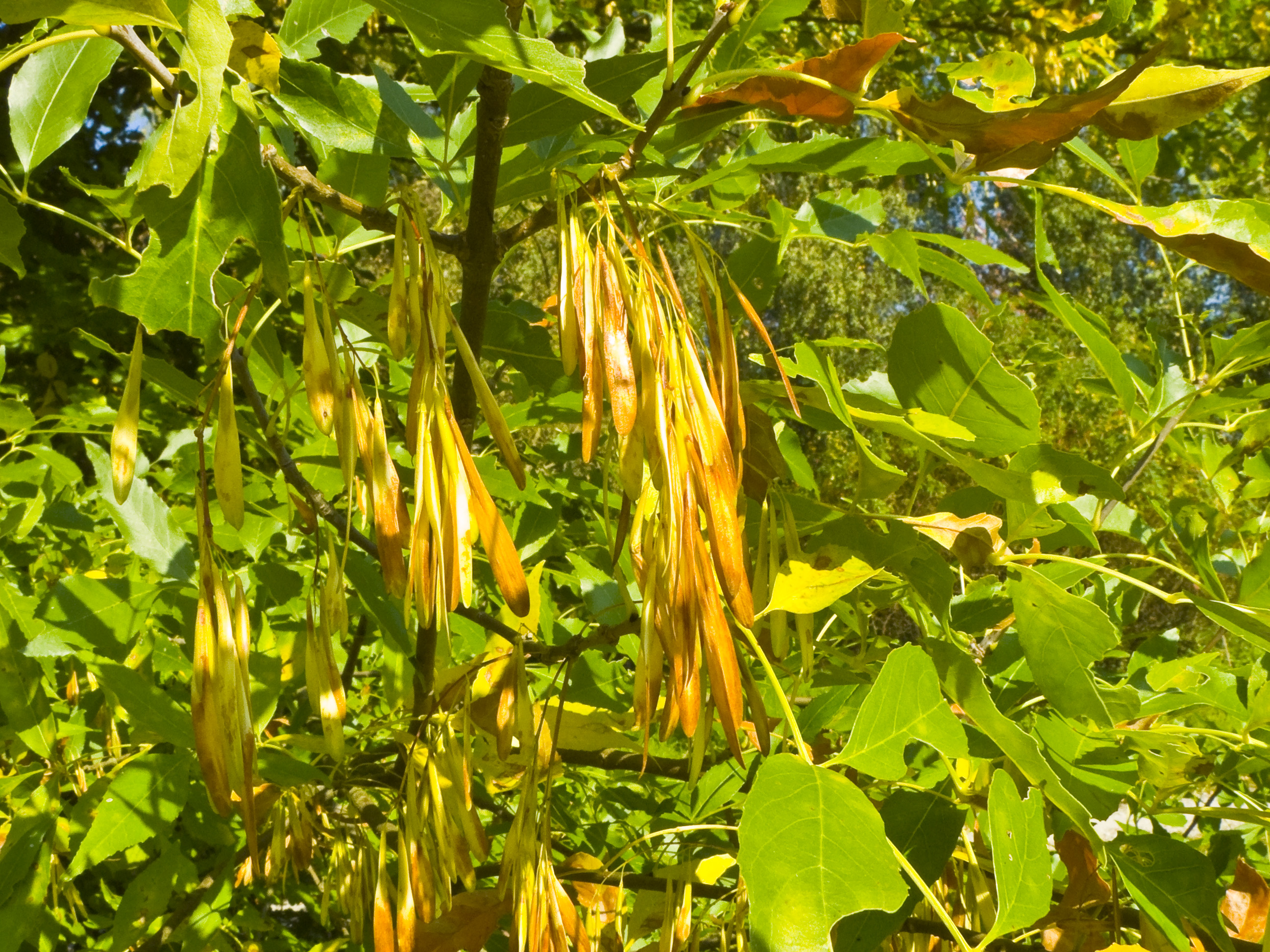
Frutos

## Distribución
Es un árbol nativo del sur de Europa y el suroeste de Asia, desde España e Italia de norte a Austria y la República Checa, y el este a través de los Balcanes, Turquía, y el oeste de Siria al Líbano.

## Descripción
Es un árbol caducifolio de tamaño mediano que crece hasta los 15-25 m de altura con un tronco de hasta 1 m de diámetro.  La corteza es gris oscuro, permaneciendo suave incluso en árboles viejos.  Los brotes son de color rosado pálido-marrón a gris-marrón, con una densa cubierta de pelos corto de color gris. Las hojas son opuestas en pares, pinnadas de 20-30 cm de largo, con 5-9 folíolos, los folíolos son amplios ovoides de 5-10 cm de longitud y 2-4 cm de ancho, con un margen finamente dentado y ondulado, con un corto peciolo de 5-15 mm de largo; en otoño el color es variable, de amarillo a morado. 
Las yemas son de color gris o gris amarillento, diversamente que en Fraxinus excelsior y en Fraxinus angustifolia.
Las flores se producen en densas panículas de 10-20 cm de largo después de que aparezcan las nuevas hojas a finales de la primavera, cada flor tiene cuatro pétalos de color blanco cremoso de 5-6 mm de largo y son polinizadas por los insectos. El fruto es una esbelta sámara de 1,5-2,5 cm de largo, la semilla de 2 mm y la amplia ala 4-5 mm de ancha , cuando madura su color es verde marrón. Los frutos se encuentran en el ápice de las ramitas del úlmimo año, diversamente que en Fraxinus excelsior y en Fraxinus angustifolia.

## Usos
Extractos azucarados de la savia se pueden obtener mediante un corte en la corteza; se comparó esta sustancia, en tiempos medievales, (c. 1400) con el bíblico maná, dando lugar al nombre en inglés del árbol. Fraxinus ornus es muy típico de Sicilia, donde se cultiva para comercializar la goma dulce que exuda el árbol. La goma siciliana se denomina maná.
A menudo se cultiva como un árbol ornamental en Europa al norte de su rango nativo, cultivado por sus flores decorativas. Algunos especímenes cultivados son injertadas sobre los patrones de Fraxinus excelsior, a menudo con un cambio muy notable en la corteza del injerto en la línea de la corteza fisurada patrón de la especie.
El maná se comporta como laxante suave, si bien puede ser purgante a dosis elevadas. Además es diurético osmótico, antiinflamatorio y venotónico. 
Principios activos
Contiene manitol (55%), hexosa, manotriosa, exatetrosa (estaquiosa), resina, heterósidos cumarínicos: fraxósido, esculósido.

## Taxonomía
Fraxinus ornus fue descrita por Carlos Linneo y publicado en Species Plantarum 2: 1057. 1753.
Subespecies
- Fraxinus ornus subsp. cilicica (Lingelsh.) Yalt.

Sinonimia
- Fraxinus argentea Loisel.
- Fraxinus cappadocica Juss. ex Bosc
- Fraxinus diversifolia Rochel ex Boiss.
- Fraxinus floribunda C.K.Schneid.
- Fraxinus florifera Scop.
- Fraxinus halepensis Steud.
- Fraxinus mannifera (Raf.) Steud.
- Fraxinus mille-lacuum K.Koch
- Fraxinus montana Salisb.
- Fraxinus paniculata Mill.
- Fraxinus pseudo-ornus Steud.
- Fraxinus rotundifolia Lam.
- Fraxinus theophrasti Duhamel ex Steud.
- Fraxinus thrysantha St.-Lag.
- Ornanthes florida Raf.
- Ornanthes lutea Raf.
- Ornanthes mannifera Raf.
- Ornus cappadocica (Juss. ex Bosc) A.Dietr.
- Ornus corymbosa Lavallée
- Ornus europaea Pers.
- Ornus lanceolata Rouy & Foucaud
- Ornus nana Lavallée
- Ornus ornus (L.) H.Karst.[10]

## Nombres comunes
Fresno, fresno de flor, fresno de la flor, fresno del maná, fresno florido, fresno florífero, fresno oloroso, orno, árbol del maná.